# 湄公河囊鰓鯰
湄公河囊鰓鯰，為輻鰭魚綱鯰形目囊鰓鯰科的其中一種，為熱帶淡水魚，分布於亞洲湄公河及湄南河流域，體長可達27公分，棲息在底層水域，屬雜食性，生活習性不明。

## 扩展阅读
維基物種上的相關：湄公河囊鰓鯰